# Всеукраїнський союз церков євангельських християн-баптистів
Всеукраїнський союз церков євангельських християн-баптистів (ВСЦ ЄХБ) — християнська церква, протестантська національна міжцерковна структура, що об'єднує більшість церков євангельських християн-баптистів України та української діаспори.
Усього в Україні 112 тис. охрещених членів ВСЦ ЄХБ. Голова союзу — Валерій Антонюк (з 2014). 

## Структура
ВСЦ ЄХБ складають 25 обласних об’єднань ЄХБ України, очолюваних старшими пресвітерами, п’ять об’єднань євангельсько-баптистських церков української діаспори в США, Канаді, Австралії, Аргентині і Парагваї, а також Португалії.
Вищим керівним органом ВСЦ ЄХБ є з’їзд представників церков, який проходить один раз на п’ять років. З’їзд затверджує статутні положення, основні напрями духовної та організаційної діяльності ВСЦ ЄХБ, обирає голову, склад виконавчого комітету та ревізійної комісії і затверджує склад Ради Союзу. У період між з’їздами керівництво діяльністю Союзу здійснюють Рада Союзу (голова Союзу, заступники голови Союзу, старші пресвітери об’єднань та керівники основних відділів Союзу) та Виконавчий комітет (голова Союзу і заступники голови).
Рада Союзу визначає стратегію розвитку Союзу та несе відповідальність за скликання з’їздів, координацію діяльності об’єднань, навчальних закладів, місіонерських і благодійних організацій тощо.
Головами Союзу були Духонченко Яків Кузьмич (1990 – 1994), Комендант Григорій Іванович (1994 – 2006 рр.), Нестерук В’ячеслав Васильович (2006 – 2014 рр.). 2014 р. головою Союзу обрано Антонюка Валерія Степановича.
При Раді Союзу діє духовно-консультативна рада, утворена з досвідчених і авторитетних служителів із метою наставництва, сприяння церквам у розв’язанні проблемних питань.

## Діяльність
Внутрішньоцерковну діяльність та зовнішню місію забезпечують різні напрями служіння, зокрема: місіонерський, християнської освіти, молодіжний, дитячий, жіночий, сімейний, інформаційний, музично-хоровий, соціальний.
Соціальний напрям діяльності ВСЦ ЄХБ охоплює такі служіння: медичне, капеланське, для в’язнів, для людей із вадами слуху і зору, сиріт, реабілітації людей з алкогольною та наркотичною залежністю.
Місіонери Союзу здійснюють служіння у Польщі, Латвії, Італії, Португалії, Туреччині, Росії, Казахстані, Таджикистані, Єгипті, Еквадорі, Уганді, Папуа Новій Гвінеї, Китаї, Таїланді. Вони навчають дітей, займаються зі студентами, організовують та проводять табори відпочинку, несуть соціальне служіння для місцевого населення, співпрацюють із місцевими церквами, за наявності таких.

## Духовні навчальні заклади
У складі ВСЦ ЄХБ діє 15 вищих навчальних закладів (5 семінарій, 2 університети, Музична академія, Інститут управління, центр «Реаліс», а також 5 коледжів, які мають навчальні програми бакалаврського рівня), 39 середніх — біблійних коледжів та інститутів.

### Вищі духовні навчальні заклади
- Запорізька біблійна семінарія (м. Запоріжжя)
- Ірпінська біблійна семінарія (м. Ірпінь, Київська область)
- Київська богословська семінарія (м. Київ)
- Київський християнський університет (м. Київ)
- Одеська богословська семінарія (м. Одеса)
- Таврійський християнський інститут (м. Херсон)
- Українська Баптистська Теологічна Семінарія (м. Львів)
- Кременчуцька Євангельська Семінарія (м. Кременчук)

## Обласні об'єднання церков ЄХБ

### Полтавська область
Полтавське обласне об'єднання церков ЄХБ налічує 74  баптистських церков, до яких входять 2982 активних віруючих. Голова об'єднання - Овсій Олег Іванович.
Церкви Полтавської області, які транслюють богослужіння:
- Полтавська Євангельська церква "Спасіння" [4][5]

Населені пункти Полтавської області, в яких є церкви ЄХБ: Якимове, Шишаки, Шилівка (Зіньківська міська громада), Чечелеве, Заводське, Степове (Білицька селищна громада), Хорол (місто), Федіївка (Полтавський район), Світлогірське (Полтавський район)

### Сумська область
Сумське обласне об'єднання церков ЄХБ налічує 70  баптистських церков, до яких входять 2459 активних віруючих. Голова об'єднання - Мазур Сергій Анатолійович.
Сумське обласне об'єднання церков ЄХБ має офіційний сайт.
Церкви Сумської області, які транслюють богослужіння:
- Церква Благодаті (м. Суми) [8]

Населені пункти Сумської області, в яких є церкви ЄХБ: Свеса 

## Віровчення

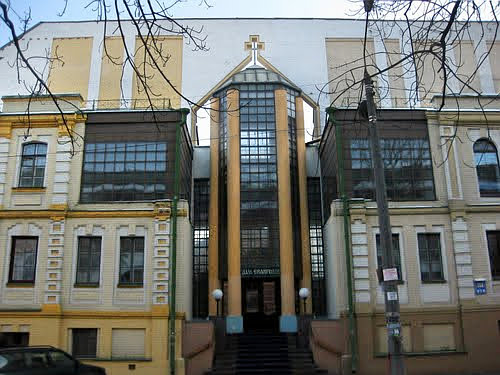
Центральна церква євангельських християн-баптистів «Дім Євангелія» м. Київ

### Вчення про Святе Писання
Ми віримо, що “все Писання натхненне Богом” (2Тим. 3:16), і під цим розуміємо, що вся Біблія є богонатхненною, тому що святі мужі Божі були скеровані Духом Святим написати її (2Пт. 1:21). Це натхнення поширюється однаково і повністю на всі частини Писання – історичні, поетичні, повчальні книги та книги пророків. Тому Біблія є непомильною у тексті оригіналу, авторитетною та достатньою на всі часи (2Пт. 1:19; Ів. 5:39), христоцентричною – розповідає про Христа, христологічною – навчає про Христа.
Центром усієї Біблії є Ісус Христос – Господь і Спаситель, Його Особа та Його праця під час першого і другому приходів. Отже, жодна частина Біблії, у тому числі й Старий Завіт, не може вважатися правильно прочитаною або сприйнятою, якщо вона не спрямовує до Нього (Лк. 24:27,44; Дії 17:2-3; 18:28; 26:22-23; 28:23). Тому, маючи Божий авторитет і силу впливу на людей, Святе Писання як Слово Боже дане нам для керівництва у всіх сферах нашого життя (Іс. 55:10-11; Пс. 118:105; Рим. 15:4; 1 Кор. 10:11).
Наша віра будується на відкритті: Бог відкриває Себе в історії людства, і 66 книг Біблії (39 Старого Завіту та 27 Нового Завіту) є виявом Його самовідкриття (Євр. 1:1-3).
Ми віримо, що, з одного боку, Писання є істинним свідченням благочестивих людей про Бога, Якого вони любили та Якому служили, а з іншого боку – є Божим свідченням і Божою наукою у зрозумілій для людини формі.
- Ісус Христос розглядав Писання як настанови Свого Небесного Отця (Мт. 4:4; 7:10; 5:19-20; 19:4-6; 26:31, 52-54).
- Апостол Павло описував Старий Заповіт як повністю богонатхненний.
- Апостол Петро підтверджує божественне походження біблійної науки (2Петр. 1:21; 1Пт. 1:10-12).

Церква справедливо вважає справжні апостольські Писання такими, що довершують Біблію (1Кор. 2:12-13).
Ми віримо, що Писання є одночасно повністю людською та повністю божественною книгою. Тому весь її багатогранний вміст – історія, пророцтва, поезія, пісні, мудрість, проповіді, листи та все інше – приймаємо як від Бога.
Визнання Біблії як авторитетного та безпомилкового Слова Божого зобов’язує нас: дякувати Богові за дар Його написаного Слова (2Кор. 9:15); старанно будувати нашу віру й життя повністю та виключно на ньому (Рим. 10:17; Юди 1:20).
Ми віримо, що Писання – божественна книга для людей, тлумачення якої повинно враховувати відомості про автора книги, історичний та культурний контекст її написання (Лк. 10:26). Водночас Біблія містить і алегоричні тексти.
Кожна книга Біблії написана зрозуміло для тих читачів, до яких вона зверталася. Це також стосується книг, які широко використовують символічну мову, – книг Даниїла, Захарії та Об’явлення.
Читаючи та пояснюючи Святе Писання, ми повинні дотримуватися двох принципів: сприймати факти, заповіді, обітниці та застереження, які Бог повідомляє нам, так, як вони написані (Лк. 8:5-8); молитовно на підставі Писання роздумувати та знаходити те, що Бог хоче відкрити (Лк. 8:9-15).

### Вчення про Бога

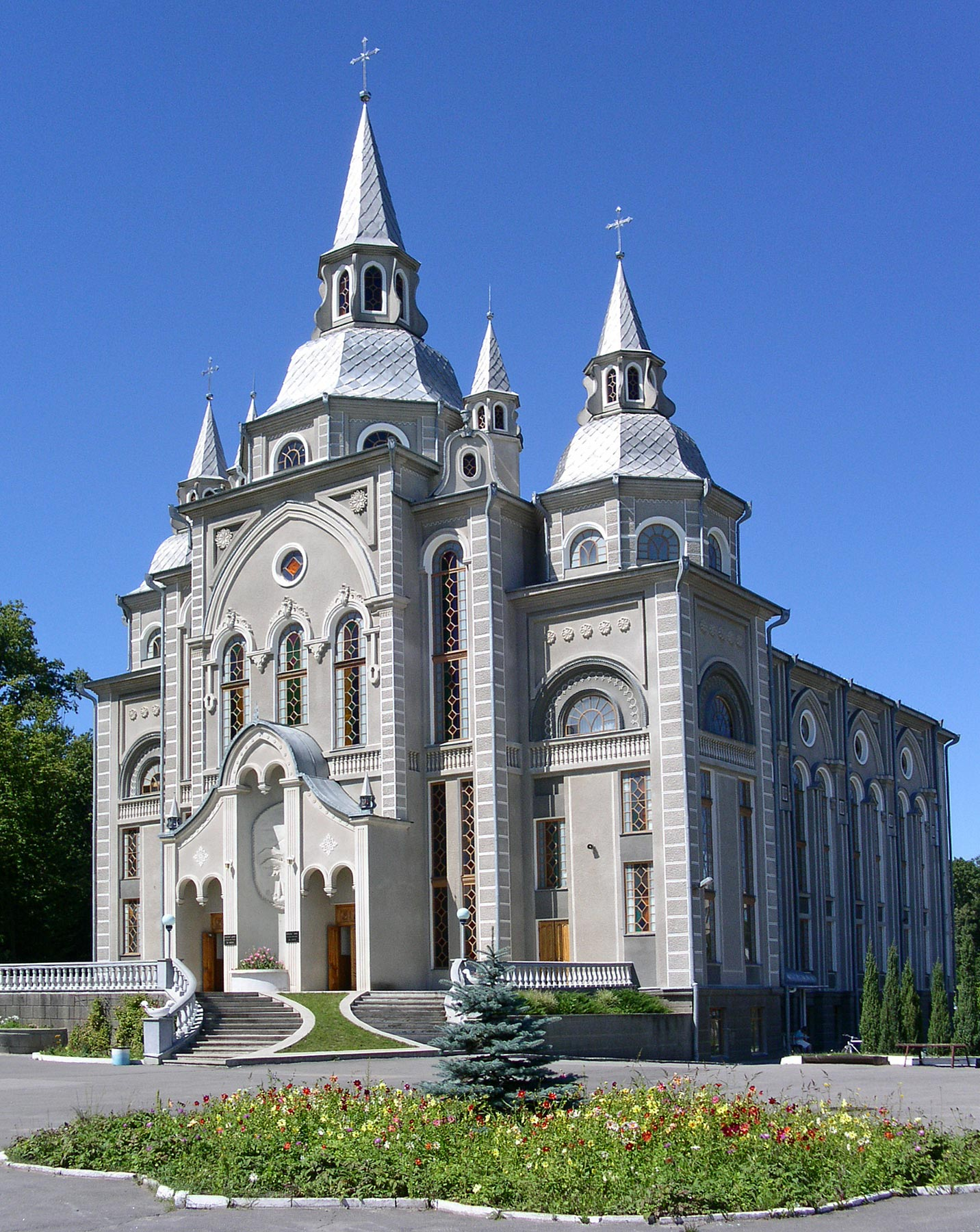
Вінницька церква Дім Євангелія була відкрита у 1996 і є однією з найбільших баптистських церков України.

Ми віримо, що є один і тільки один Бог (Повт. Зак. 6:4; 1 Кор. 8:4): живий (Повт. Зак. 32:39-40), правдивий (Вих. 34:6), досконалий (Мт. 5:48).
Він відкриває Себе як нескінченна, неосяжна, самодостатня, вічна та незмінна Особа (Вих. 3:14; Пс. 44:7).
Бог є:
- Святим (Пс. 21:4; 1 Пт. 1:16);
- Всемогутнім (Бут. 17:1; 18:14; Йов 42:2; Лк. 1:37);
- Тим, Хто знає все (Пс. 93:11; 138:2; Пр. 5:21);
- Всюдиприсутнім (Бут. 28:16; Вих. 3:5);
- Творцем  і  Вседержителем  усього, що є (Об. 1:8);
- Єдиним, хто гідний слави та поклоніння (Вих. 20:2-7; Мт. 4:10; Рим. 16:27).

Ми віримо, що Бог є Триєдиним: Отець, Син і Святий Дух (Бут. 1:1-2; Лк. 3:21-22; Євр. 1:1-2; Об. 3:22).
Кожна Особа Трійці володіє усією сукупністю божественних рис. Триєдиний Бог у Своєму єстві та властивостях є рівний і не роздільний, так що Отець – Бог, Син – Бог і Святий Дух – Бог, однак не три Боги, а один Бог (Ів. 10:30; 14:26).
Ми віримо, що Бог-Отець є ніким не створений, безначальний, ненароджений, через Якого все сталося (Ів. 1:1-4). Він – святий (1Пт. 1:16), добрий (Мт. 19:17), справедливий (Пс. 7:12; 70:19; Об. 3:19).
Бог є Отцем Господа нашого і Спасителя Ісуса Христа (Мт. 3:17; 17:5).
Ми віримо, що Бог-Син є не створений, а однороджений, «що в лоні Бога-Отця» (Ів. 1:18). Він – єдиносущий з Отцем і володіє усіма рисами Бога. Заради спасіння людей Він утілився і став людиною (Фил. 2:7), не втрачаючи Своєї божественної сутності. Він став істинною Людиною, в Якій Божа і людська природи досконало поєдналися (не змішуючись, не змінюючись, не поділяючись). Отже, Ісус Христос – істинний Бог (1Ів. 5:20) та істинна Людина (Рим. 5:15; 1Тим. 2:5).
Ісус Христос:
- був непорочно зачатий від Духа Святого (Мт. 1:20; Лк. 1:35);
- тілесно народився від Діви Марії (Мт. 1:21; Лк. 2:7);
- прожив абсолютно безгрішне життя (1 Петр. 2:22; Євр. 4:15);
- помер на хресті за гріхи людей (Мт. 27:50; Рим. 8:34);
- воскрес із мертвих (Мт. 28:5-6; Дії 1:3);
- вознісся і сів праворуч Отця (Мр. 16:19; Дії 1:9);
- є єдиним Заступником і Посередником між Богом і людиною (Рим. 8:34; 1Тим. 2:5);
- прийде вдруге у силі та славі (Дії 1:10-11; Ів. 14:1-3).

Ми віримо, що Бог-Святий Дух є не створений, прийшов від Отця через Сина (Ів. 14:26). Він рівний Отцю і Сину і володіє усіма рисами Бога.
Святий Дух
- є натхненником Святого Писання (2 Петр. 1:21);
- бере участь у творенні (Бут. 1:2); спасінні людини (Євр. 3:7); будуванні Церкви

(Еф.  2:22);
- прославляє  Христа  (Ів. 16:14);
- виявляє гріх (Ів. 16:8-9);
- відроджує людину (Ів. 3:5-7);
- веде дорогою освячення (Ів. 16:13).

Ми віримо, що у створенні неба і землі, усього видимого і невидимого, а також самої людини брала участь Божественна Трійця: Отець, Син і Святий Дух.
Ми віримо, що у створенні нового неба і нової землі, де пробуває правда, і нової людини для життя на них (2Пт. 2:13), бере участь Божественна Трійця:
- Ісус Христос прощає грішника (Гал. 4:4);
- Отець приймає як синів і дочок (Гал. 4:5);
- Дух Святий наповнює, освячує і робить спадкоємцем вічного життя (Гал. 4:6-7).

## Календарна реформа
23 червня 2022 року ВСЦ ЄХБ ухвалили рішення перейти на григоріанський календар з грудня 2022 року. Чимало баптистських громад святкували Різдво Христове за новим стилем ще до цього рішення багато років. До того ж, у 2022 році низка церков ВСЦ ЄХБ почали святкувати Пасхалію разом із західними християнами за григоріанським календарем.

29 червня 2022 року правління ВСЦ ЄХБ оприлюднило рекомендації щодо святкування християнських свят за новим стилем:
|                     | Тривалий час євангельські християни-баптисти України залишалися під впливом православної [російської] традиції, зокрема щодо святкування Різдва, Пасхи та інших, пов’язаних з ними свят. Понад сто років продовжував існувати паралельно так званий «старий стиль». Іронія полягала в тому, що Різдво святкувалося вже після Нового року, а не навпаки, як це і мало би бути. Ситуація з календарем зрушилася з місця у 2017 році, коли Верховна Рада України визнала 25 грудня вихідним днем, як Різдво «західного обряду». Упродовж останніх років Різдво та Великдень чимало церков вже святкували за григоріанським календарем. Ґрунтуючись на вищезазначеному, Рада ВСЦ ЄХБ рекомендує помісним церквам Союзу ЄХБ переходити на святкування Різдва, Пасхи та інших християнських свят за григоріанським календарем. |
| — правління ВСЦ ЄХБ | |

## Баптистські церкви у Києві
- вул. Архітектора Вербицького, 30б - Церква Преображення
- вул. Хорольська, 30 - Християнська місія "Світло на Сході"
- вул. Бобринецька, 42 - Церква Євангельських християн-баптистів «Голгофа»
- вул. Щекавицька, 2/8 - Церква ЄХБ "Дім Євангелія"
- вул. Йорданська, 18 - Християнський центр церкви Христової на Оболоні
- вул. Юрія Литвинського, 30 - Церква «Духовне відродження»
- вул. Князя Всеволода Ярославича, 4 - Територія Молитовного дому Київської незалежної церкви Євангельських християн-баптистів Братства незалежних церков і місій ЄХБ України
- вул. Івана Кожедуба, 2 - Баптистська церква
- вул. Князя Романа Мстиславича, 20 - Євангельська церква «Християнська надія»
- просп. Академіка Глушкова, 43а - Церква євангельських християн-баптистів
- вул. Олександрівська, 33 - Дім молитви «Надія»
- вул. Ореста Васкула, 31а - Церква ЄХБ "Відродження"
- вул. Зарічна, 12б - "Церква Благодаті" євангельських християн-баптистів
- вул. Ракетна, 8 - Храм ікони Божої Матері «Економісса»
- вул. Левка Лук’яненка, 2 - Церква «Пробудження»